# Шеффер, Якоб Кристиан
Якоб Кристиан Готтлиб Шеффер (нем. Jacob Christian Gottlieb Schäffer; 30 мая 1718, Кверфурт, Германия — 5 января 1790, Регенсбург, Германия) — немецкий орнитолог, энтомолог, ботаник, миколог и изобретатель, профессор Виттенбергского и Тюбингенского университетов.
Член Лондонского королевского общества (1764), корреспондент Французской академии наук (1762).

## Краткие биографические сведения
Шеффер получил начальной образование в колледже Poeticum. В 1736—1738 год учился богословию в Виттенбергском университете, затем стал учителем в Регенсбурге. В 1741 году стал профессором. В 1760 году Якоб Кристиан получил степень доктора философии в Виттенбергском университете, а Тюбингенский университет присвоил ему степень доктора богословия. В 1779 году Шеффер стал деканом и пастором протестантского прихода в Регенсбурге.

## Достижения
В 1759 году Я. К. Шеффер издал Erleichterte Artzney-Kräuterwissenschaft — книгу о применении растений в медицине. Иллюстрированный сборник по микологии, состоявший из четырёх томов, под названием Natürlich ausgemahlten Abbildungen baierischer und pfälzischer Schwämme, welche um Regensburg wachsen, был написан Шеффером в 1762—1764 годах. В 1774 году он предложил новую систему классификации птиц, основанную на строении их ног, в своей книге Elementa Ornithologica. В 1789 году был издан Museum Ornithologicum, в которую Шеффер включил описания видов птиц из своей коллекции. Шеффер издал две книги по энтомологии: трёхтомную Icones insectorum circa ratisbonam indigenorum coloribus naturam referentibus expressae 1779 года, в которую входили 280 цветных гравюр с изображениями примерно 3000 видов насекомых и Elementa entomologica 1789 года. Шеффер был членом многих учёных обществ, а также Парижской и Немецкой академий наук.
Кроме биологии и религии, Шеффер также проводил опыты с электричеством, цветом и оптикой. Он изобрёл стиральную машину, а также пилу и некоторые виды печей. Шеффер издал результаты своих экспериментов по производству бумаги из мха, тополя и хмеля в книге Versuche und Muster, ohne alle Lumpen oder doch put einem geringen Zusatze derselben, Papier zu machen.